# Келюс, Жак де Леви
Жак де Леви, граф де Келюс (в соответствии с произношением Северной Франции — Куэлюс) (фр. Jacques de Levis, comte de Caylus) — один из миньонов короля Генриха III де Валуа.

## Семья
Принадлежит к знаменитому дому де Леви. Отец Жака — Антуан де Леви, сеньор де Келюс и де Вильнёв-ла-Кримад, сенешаль с 1568 года, губернатор Руэрга с 1574 года.
Не менее известный Анри де Сен-Сюльпис, другой миньон короля, приходился Келюсу двоюродным братом.

## Биография
В 18 лет, осенью 1572 года, Жак познакомился с Генрихом III, именовавшимся тогда герцогом Анжуйским, пока нес письмо отца о местах, занимаемых протестантами в Руэрге.
В 1573 году под командованием того же Генриха Анжуйского участвовал в осаде Ла-Рошели.
В 1574 году, пока Генрих III был королём Польши, Келюс являлся частью его свиты.
10 октября 1575 года под командованием Гийома де Фервака сражался в битве при Дормане.
В июле 1577 года был взят в плен гугенотами, но спустя три месяца (после подписания мирного договора и уплаты выкупа) Жака освободили.

## Смерть Келюса
В апреле 1578 года Жак застал у своей жены барона д'Антраг, а на следующий день публично пошутил, что его жена «более красива, чем добродетельна». Раздраженный д'Антраг вызвал Келюса на дуэль.
Келюс пришёл на дуэль с двумя секундантами, Ливаро и Можироном, а д'Антраг — с Рибейраком и Шомбергом.
Из-за набожного поведения Рибейрака Можирон вступил с ним в бой. Ливаро и Шомбергу ничего не оставалось, кроме как тоже обнажить шпаги. Дуэль превратилась в массовый поединок.
Келюс получил 19 ножевых ранений (в отличие от д'Антрага, который лишь порезал кисть руки). Благодаря заботам короля Жак прожил до 29 мая (в этот день миньону захотелось прокатиться на лошади, из-за чего раны открылись, и граф скончался).
Генрих построил Келюсу и также погибшему Можирону роскошную гробницу, которую спустя 11 лет разрушили лигисты, разъярённые смертью своего лидера, Генриха Гиза.

## Образ Келюса в литературе
Один из основных персонажей романа А. Дюма «Графиня де Монсоро». Дюма, как всегда вольно обращаясь с историческими фактами, поменял Ливаро и Шомберга местами, а также сделал причиной дуэли не шутку Келюса, а взаимную ненависть Жака и Бюсси.